# Трейден, Иван Яковлевич
Иван Яковлевич фон Трейден — второй (по хронологии) обер-комендант (первая половина 1758 года), комендант Кёнигсберга (лето 1758 года — 28 января 1759 года) во время Семилетней войны.

## Биография
Иван Яковлевич фон Трейден происходил из дворянского курляндского рода Тротта-Трейден. Сын выборгского коменданта Якова фон Трейдена. На службе с 1724 года. Полковник с 25 апреля 1752 года. С 1752 по 1755 год командовал Киевским пехотным полком. 25 декабря 1755 года произведен в бригадиры. 
В ходе Семилетней войны в кампании 1757 года командиром бригады участвовал в походе Курлянского корпуса генерал-аншефа В. В. Фермора, завершившемся осадой и взятием Мемеля. Затем в 1757 году был обер-комендантом Мемельской крепости.
Отряд Трейдена в январе 1758 года был в числе первых вошедших в Кёнигсберг русских войск. Летом 1758 года начал реконструкцию и восстановление прусских крепостей в Кёнигсберге, Мемеле и Пиллау. Вёл переписку по этим вопросам с В. В. Фермором. Вступил в должность обер-коменданта ещё будучи в звании бригадира. За успешное исполнение задач получил звание генерал-майора (с 1 января 1759 года). 29 января 1759 года сдал комендантскую должность полковнику И. Гельвигу и убыл в действующую армию. Из «Ордера П. С. Салтыкова П. А. Румянцеву с установлением нового расписания войск действующей армии» следует, что Трейден был определён в «Корпус для прикрытия королевства Прусского отделённый от армии при реке Висле под командою генерала-порутчика Фролова-Багреева» (по состоянию на 26 июня 1759 года).
13 июня 1763 года получил отставку с производством в чин генерал-поручика.
Состоял в браке, сыновья: Христофор и Леонтий.